# 小行星185
小行星185（185 Eunike）是一颗围绕太阳公转的小行星。1878年3月1日，克里斯蒂安·亨利·弗里德里希·彼得斯在克林顿描述了此天体。
該小行星以希腊神话中涅瑞伊得斯（即海仙女）之一的尤妮絲（Eunice）命名，意思是“欣然的胜利”。选定此名是为了纪念1878年签订的聖斯特凡諾條約。
这颗小行星的绝对星等为7.62等。小行星185直径经为157千米，由碳组成，其化学成份相当原始。已观测到三起由它引起的掩星。

## 相关條目
- 小行星列表/10001-11000

## 外部連結
- Asteroid Lightcurve Database (LCDB) （页面存档备份，存于）, query form (info （页面存档备份，存于）)
- Dictionary of Minor Planet Names, Google books
- Discovery Circumstances: Numbered Minor Planets (10001)-(15000) （页面存档备份，存于） – Minor Planet Center
- 小行星185 at AstDyS-2, Asteroids—Dynamic Site
  - Ephemeris · Observation prediction · Orbital info · Proper elements · Observational info
- NASA JPL小天體瀏覽器上的小行星185

| 前一小行星： 小行星184 | 小行星列表 | 後一小行星： 小行星186 |